# Язичницька мадонна
Язичницька мадонна (угор. A Pogány Madonna) - угорський гостросюжетний комедійний бойовик та детективний фільм 1980 року режисера Дьюли Месалоша з Іштваном Буйтором та Андрашем Керном в головних ролях. Перший фільм з популярної в Угорщині серії про лейтенанта Крапельку та майора Кардоша ("Без паніки, майоре Кардош!", "Зачарований долар" та інші).

## Сюжет
З музею Тіханського абатства, що знаходиться в маленькому містечку на Балатоні, була викрадена унікальна статуя античної богині родючості Деметри, відома під назвою «Язичницька мадонна». При цьому важко поранений служитель музею. Справу про викрадення безцінної музейної статуетки з чистого золота доручили розслідувати тоді ще молодому і недосвідченому слідчому Кардошу. Злочинці могли б спати спокійно, але за діло береться і спритний лейтенант Капелька (угор. Csöpi)

## У ролях
- Іштван Буйтор - лейтенант Етвош Крапелька
- Андраш Керн - майор Тібор Кардош
- Ласло Банхіді — Матушка
- Ференц Каллаї — Іштван Чік
- Петер Бенко — детектив Семере
- Марія Гор Надь — Жужа Чік
- Габор Палок — Бенце, внук Матушки
- Іштван Ковач — Габор Шолтес
- Ференц Зенте — капітан поліції

## Цікавинки
- Фільм завоював значну популярність в Угорщині, хоча спершу багато людей скептично оцінювали ідею зняття вітчизняного комедійного поліцейського фільму. Сьогодні, однак, дует Етвоша та доктора Кардоша став легендарним.
- Статуетки, про яку йдеться в фільмі, насправді не існує - її вигадали сценаристи.
- У фільмі можна зауважити чимало алюзій на неймовірно популярні в комуністичній Угорщині західні стрічки. Крім впливу фантомасіади та бондіани особливо добре відслідковується вплив фільмів із Бадом Спенсером - комедійних бойовиків із Теренсом Гіллом та серії Flatfoot (Piedone) про комісара італійської поліції Мануеле Ріццо "Плоскостопого". Зрештою, виконавець головної ролі Іштван Буйтор був постійним голосом дубляжу досі популярного в Угорщині Спенсера та мав з ним певну зовнішню схожість (котру тільки збільшувала правильна зйомка). Водночас у манері гри коміка Андраша Керна можна побачити як оммаж, так і пародіювання Вуді Аллена. Це також пов'язано з тим, що Керн озвучував видатного американця в угорському дубляжі.